# 有机磷化合物
有机磷化合物指含有碳-磷键的有机化合物，它們主要用於蟲害控制以作為長期存在於環境中的氯化烴、滴滴涕等替代物。研究有机磷化合物性质和反应的有机化学分支稱作有机磷化学。磷元素与氮同族，具有类似的价电子层结构，因此有机磷化合物的性质与有机含氮化合物有些相似。 但除了3s和3p轨道外，磷还可以用3d轨道成键，因此也存在很多特殊高价的有机磷化合物，它们都不存在对应的氮化合物。磷的电负性也小于氮，碱性较弱，因此形成化合物的性质也存在很多差别。
磷是生命必需元素之一，与生命体密切相关，例如普遍存在于生物体中的核酸便含有大量的磷酸酯基團。由於磷酸酯基團同磷-氧键键能较高，因此核苷酸类的三磷酸腺苷（ATP）被称为“能量分子”，用于储存和传递化学能。磷酸根离子也存在于血液中。
很多农药和化学武器也含有有机磷化合物成分。

## 磷的含氧酸
磷的含氧酸种类众多，其中比较主要的几个具有下图所示的关系：
有机磷化合物大多是磷的含氧酸的有机衍生物。上图中的氢被烃基取代后，便会得到烃基衍生物；上图中的羟基被烃氧基取代后，便会得到酯衍生物。这两者是构成有机磷化合物的基础。

## 分类
有机磷化合物一般按照两种方法分类：按照其中磷原子的氧化态分类，或按磷原子的配位数和化合价来分类。第一种分类有利于研究磷化合物的氧化还原性质，常见的有机磷化合物可依此被分类为：
| 氧化数（Ox） | 三價磷                                                         | 五價磷                                                                      |
| ------------ | -------------------------------------------------------------- | --------------------------------------------------------------------------- |
| 一烴         | 伯膦、PH2R 亚膦酸、RP-(OH)2 卑亚磷酸酯、H2POR                  | 膦酸、RP(=O)-(OH)2 卑磷酸酯、H2P(=O)-OR                                     |
| 二烴         | 仲膦、PHR2 次亚膦酸、R2P-OH 低亚磷酸酯、HP(OR)2                | 次膦酸、R2P(=O)-OH 低磷酸酯、HP(=O)-(OR)2                                   |
| 三烴         | 叔膦、PR3 亚磷酸酯、P(OR)3 亚膦酸酯、RP(OR)2 次亚膦酸酯、R2POR | 氧化膦、R3P=O 磷酸酯、P(=O)-(OR)3 膦酸酯、RP(=O)-(OR)2 次膦酸酯、R2P(=O)-OR |

第二种标准下，将配位数记为σ、化合价记为λ，数字以上标的形式记在后面。常见有机磷化合物的分类情况列在右表。

## 例子

### 膦
膦是一类通式为PH3−xRx的化合物，当x=0时，得到母体化合物磷化氢PH3。它是胺的同类物，也为三角锥构型，但由于磷原子半径较大的缘故，膦分子的键角比同类的胺要小。取代的烃基体积越大，键角也越大，具体可以用其所占据的配体锥角来描述。
膦分子中，一对孤对电子占据一个sp3杂化轨道，具亲核性和碱性，但一般不如相应的胺强。一个例外是三苯基膦，它的碱性（pKa = 2.73）要大于三苯胺（-5），原因大部分可归咎于胺的孤对电子在三个苯环上的离域。当膦的三个取代基都不相同时，则会形成两个对映异构体，它们之间的能垒较大，有时可以拆分出来。
一级膦（RPH2）大多不稳定，容易与氧气发生反应，因此用处不大。下图中的芳香膦，孤对电子可以离域到邻近的芳香环上，因此是为数不多对空气稳定的一级膦之一。它可以由相应的单烷基膦酸酯还原得到：

#### 合成
膦的合成方法包括：

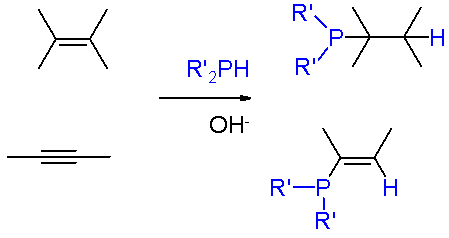
膦与烯烃和炔烃加成。

- 用有机金属试剂（如格氏试剂）对卤化磷进行亲核取代；
- 用卤代烃对金属磷化物进行亲核取代；
- 强碱存在下烯烃或炔烃与膦发生亲核加成。该反应遵守马氏规则。[4] 用一级和二级膦和缺电子烯烃／炔烃（如丙烯腈）作反应物时，反应不需加碱即可进行（见右图）；
- AIBN或有机过氧化物等自由基引发剂存在下，膦与烯烃发生反马氏规则的自由基加成；
- 用还原剂（如氯硅烷）还原氧化膦得到。

#### 反应
膦可以发生的主要反应类型有：
- 作为亲核试剂，可以形成通式为PR4+X−的季鏻盐，性质与季铵盐类似。它们是Appel反应和Rauhut-Currier反应中所使用的试剂；
- 作为还原剂，例如用膦在Staudinger反应中将叠氮化物转化为胺，在Mitsunobu反应中将醇转化为酯。活化的羰基化合物，如α-酮酯，也可被膦还原为相应的醇，[5] 而膦自身的氧化产物为氧化膦，也称膦氧化物。

有些特殊取代的膦中，P-H键发生极性翻转，氢带部分负电荷，可以将二苯甲酮还原为下面的产物：
- 多齿的膦化合物，如双膦和BINAP，是有机金属化学中很重要的配体，可用作对映选择性合成中使用的催化剂。

### 氧化膦
氧化膦是一类通式为R3P=O的化合物。它们可以和水形成氢键，有很多都可溶于水。稳定性很高，要高于氮所形成的氧化胺类化合物，而且P=O高度极化。
关于氧化膦中的P=O键，一个比较流行的说法是，氧原子的一对孤对电子反馈到磷原子的空d轨道上，形成p-d反馈π配键。这个说法正好也解释了氧化胺的不稳定性：因为氮是第二周期元素，无法提供空的d轨道，所以它只好与氧以单配位键相连。然而，以上说法得不到电脑模拟得到的计算结果的支持，而且P=O键也不具有类似于C=C双键的性质，比如，氧化膦无法发生加成反应。
另一个说法认为磷与氧之间主要是离子键作用，即P+−O−。它可以解释磷氧键键长较短的事实，以分子轨道理论的观点来看，该理论认为它的实质，是氧原子的一对孤对电子反馈到磷-碳键的空反键轨道中。从头计算（ab initio）的结果支持了这个观点。因此这个说法正在逐渐被更多的学者接受。
在合成如下一个多磷杂环时，就利用了膦氧化生成氧化膦的反应。产物分子形似皇冠，与大环多胺和冠醚有些类似。

### 单烷基膦酸酯
单烷基膦酸酯（Phosphonate）是一类通式为R-P(=O)(OR)2的化合物。其分子中的C-P键比较牢固，一般不易断裂，只有在α-/β-碳上连有吸电子基团时（酸性或碱性条件），或β-位有烯键的情况下，C-P键才容易断裂。如果α-碳上有氢，则该氢具有一定的酸性，可以解离生成碳负离子，发生烷基化反应。Horner-Wadsworth-Emmons反应和Seyferth-Gilbert增碳反应即是此一类型的反应。
劳氏试剂（Lawesson试剂）是具有全硫代单烷基膦酸酯结构的有机化学试剂。除用于将羰基转化为硫羰基外，它可用于制取多种硫代单烷基膦酸酯类的化合物。

### 亚磷酸酯／磷酸酯
亚磷酸酯是通式为P(OR)3的化合物，一般指亚磷酸三酯。它们可通过三氯化磷与醇在碱存在下反应得到。与卤代烷反应，生成单烷基膦酸酯和新的卤代烷，称为Arbusov反应，是制备单烷基膦酸酯的常用方法。
磷酸酯是通式为P(=O)(OR)3的化合物，由磷酸与醇缩合得到。它们多用作阻燃剂和塑化剂。按照定义，亚磷酸酯和磷酸酯都不属于有机磷化合物的范畴，但为了方便，一般也将它们与有机磷化合物放在一起讨论。

### 膦烷
膦烷是一类通式为PR5的化合物，母体化合物—五氢化磷（PH5）极为不稳定。膦烷分子呈三角双锥构型，两个伸出平面的键比其余三个平面内的键要长。磷叶立德属于膦烷的一类，通式为R3P=CR2。它可通过季鏻盐与碱作用消除HX，或膦与卡宾、苯炔等活性中间体加成得到。通过磷叶立德的“叶立德交换反应”，可以制得比较复杂的叶立德。磷叶立德是维蒂希反应中的试剂。

### 多重键
磷也可以与其他元素形成多重键，比如碳与三价磷的磷烯化合物（Phosphaalkene，R2C::PR）、磷炔化合物（Phosphaalkyne，RC:::PR），含磷磷双键的二磷烯（RP=PR），以及含磷氮双键的磷腈（RP=NR）。磷在这些化合物中的配位数都为2。
首个磷烯化合物于1974年制得，利用的是类似于Brook重排反应的酮-烯醇互变异构反应：
以上方法推广后，可用于其他磷烯类化合物的制备：
此外磷烯类化合物也可以由合适的前体化合物发生1,2-消除反应得到，反应条件可以是热解，或与碱作用（如DBU、DABCO、三乙胺）。此法也可用于制取磷腈类化合物。
磷烯的性质与烯烃类似，因此可发生Wittig反应、Peterson反应、Cope重排反应和DA反应。